# 鏡の中の未亡人
『鏡の中の未亡人』（かがみのなかのみぼうじん）は、1984年にテレビ朝日系「土曜ワイド劇場」で放送されたテレビドラマ。主演は梶芽衣子。

## キャスト
- 芹田須美子（研究室秘書） - 梶芽衣子
- 友井亜矢子（娼婦・早瀬の女） - 泉じゅん
- 刑事 - 丹波義隆
- 芹田健一（須美子の夫・雑誌記者） - 佐古雅誉（スタント：高橋昌志）
- 法律家 - 有馬昌彦
- 捜査課長 - 小沢象
- 刑事 - 吉田良全
- 早瀬信夫（トップ屋） - 近藤正臣
- 署長 - 久遠利三
- 宮尾仁一 - 佐藤祐治
- 家政婦 - 由起艶子
- 横館英雄（アナウンサー） - 本人
- 大迫慎介（ブローカー） - 田中明夫
- 芹田亮一（城聖大学教授・健一の父） - 三國連太郎
- 近藤準

## スタッフ
- 原作 - 佐野洋『鏡の言葉』
- 脚本 - 吉田剛
- 監督 - 貞永方久
- 音楽 - 小六禮次郎
- 制作 - テレビ朝日、松竹